# Adršpach
Adršpach é uma comuna checa localizada na região de Hradec Králové, distrito de Náchod.